# T7 DNK helikaza
T7 DNK helikaza je heksamerni motorni protein koji koristi energiju hidrolize dTTP-a. Ovaj enzim deluje u jednom smeru duž jednolančane DNK. On razdvaja dva lanca u procesu. Kristalna struktura je rešena sa rezolucijom od 3,0 Å.

## Mehanizam hidrolize
Proteinske petlje locirane na heksamernim podjedinicama, svaka od kojih sadrži tri ostatka lizina, sekvenciono formiraju interakcije sa negativno naelektrisanom fosfatnom osnovom ssDNK. Ove interakcije uzrokuju konformacione promene aktivno vezane podjedinice, te dolazi do otpuštanja dTDP-a sa njegovog mesta vezivanja. U procesu dTDP otpuštanja, ssDNA se prenosi na susednu jedinicu, koja podleže sličnom procesu. Ranija ispitivanja su već nagovestila da ssDNK može simultano da veže dve heksamerne podjedinice.

## Spoljašnje veze
- T7+DNA+Primase-Helicase+Protein на 